# Football Club Cincinnati 2019
Questa voce raccoglie le informazioni riguardanti il FC Cincinnati nelle competizioni ufficiali della stagione 2019.

## Rosa
| N. |                        | Ruolo | Calciatore       |
| -- | ---------------------- | ----- | ---------------- |
| 2  | Costa Rica (bandiera)  | D     | Kendall Waston   |
| 3  | Stati Uniti (bandiera) | D     | Forrest Lasso    |
| 4  | Stati Uniti (bandiera) | C     | Greg Garza       |
| 6  | Svizzera (bandiera)    | C     | Leonardo Bertone |
| 7  | Belgio (bandiera)      | C     | Roland Lamah     |
| 8  | Messico (bandiera)     | C     | Victor Ulloa     |
| 9  | Nigeria (bandiera)     | A     | Fanendo Adi      |
| 11 | Giamaica (bandiera)    | A     | Darren Mattocks  |
| 14 | Stati Uniti (bandiera) | D     | Nick Hagglund    |
| 15 | Costa Rica (bandiera)  | C     | Allan Cruz       |
| 16 | Haiti (bandiera)       | C     | Derrick Etienne  |
| 17 | Stati Uniti (bandiera) | P     | Spencer Richey   |
| 18 | Francia (bandiera)     | D     | Mathieu Deplagne |

| N. |                        | Ruolo | Calciatore           |
| -- | ---------------------- | ----- | -------------------- |
| 19 | Stati Uniti (bandiera) | C     | Corben Bone          |
| 20 | Stati Uniti (bandiera) | C     | Jimmy McLaughlin     |
| 22 | Polonia (bandiera)     | P     | Przemysław Tytoń     |
| 23 | Paesi Bassi (bandiera) | D     | Maikel van der Werff |
| 24 | Stati Uniti (bandiera) | C     | Frankie Amaya        |
| 27 | Nigeria (bandiera)     | C     | Fatai Alashe         |
| 32 | Inghilterra (bandiera) | D     | Justin Hoyte         |
| 33 | Stati Uniti (bandiera) | C     | Caleb Stanko         |
| 36 | Stati Uniti (bandiera) | A     | Joseph-Claude Gyau   |
| 45 | Argentina (bandiera)   | C     | Emmanuel Ledesma     |
| 47 | Camerun (bandiera)     | D     | Hassan Ndam          |
| 92 | Giamaica (bandiera)    | D     | Alvas Powell         |
| 96 | Stati Uniti (bandiera) | D     | Andrew Gutman        |